# Journée nationale de la science
 (mars 2019).
Si vous disposez d'ouvrages ou d'articles de référence ou si vous connaissez des sites web de qualité traitant du thème abordé ici, merci de compléter l'article en donnant les références utiles à sa vérifiabilité et en les liant à la section « Notes et références ».

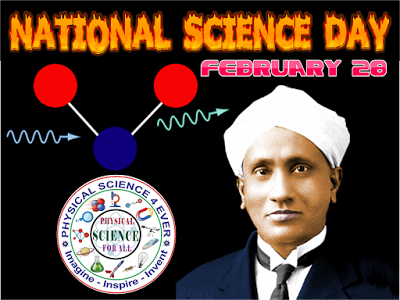
Journée nationale de la science

Chaque année, le 28 février, l’Inde commémore, avec la journée nationale de la science, la découverte de Chandrashekhara Venkata Râman, un physicien indien, lauréat du prix Nobel de physique de 1930 « pour ses travaux sur la diffusion de la lumière et pour la découverte de l'effet portant son nom ».

## Histoire
En 1986, le CNSTC (Conseil National de la Science et des Technologies de Communication) a demandé au gouvernement indien de choisir le 28 février comme date de la Journée nationale de la science. L'événement est maintenant célébré dans tout le pays, dans les écoles, collèges, universités et autres institutions universitaires, scientifiques, techniques, médicales et de recherche.  À l’occasion de la première JNS (Journée nationale de la science) (28 février 1987), le CNSTC a annoncé l’institution des prix nationaux de vulgarisation scientifique, en reconnaissance des efforts exceptionnels dans le domaine de la communication et de la vulgarisation scientifiques.
Lors de l'édition 2020, le thème de cette journée était « Les femmes dans la science ».

## Célébration
La journée nationale de la science est célébrée chaque année le 28 février. La célébration comprend des discours publics à la radio et la télévision, des films scientifiques, des expositions scientifiques sur certains thèmes et concepts, l'observation du ciel nocturne, des projets en direct, des démonstrations de recherche, des débats, des quiz, des conférences, des expositions de modèles scientifiques et bien d'autres activités.

## Partenariat scientifique entre l’Inde et la France
En 2021, l’Ambassade de France en Inde et l’Institut Français ont lancé un blog ouvert à tous pour cette journée nationale afin de documenter le partenariat scientifique entre l’Inde et la France. Depuis plusieurs décennies, l'Inde et la France travaillent ensemble afin d'atteindre des objectifs de développement communs. En effet, Plusieurs avancées scientifiques en Inde ont bénéficié du soutien sans équivoque de la France. Pour sa part, l’Inde a fourni à la France une aide bénéfique en termes de ressources. Les deux pays ont collaboré en particulier dans le domaine des chemins de fer et de l’espace.
De plus, la SNCF a fourni une première assistance technique et des conseils pour l'électrification des chemins de fer indiens en 1957..Aujourd'hui, la France continue de partager son expertise sur des gares de classe mondiale et en fournissant des locomotives parmi les plus puissantes.
Depuis 1963, les relations spatiales entre l’Inde et la France sont apparues, lorsque le Dr Vikram Sarabhai, le fondateur du programme spatial indien, rencontre Jacques Blamont le directeur technique fondateur de l’Agence spatiale française (CNES-Centre national d’études spatiales). Le CNES a soutenu le programme de fusée-sonde de l’ISRO à ses débuts.le 19 juin 1981, l'expérience Ariane Passenger PayLoad (APPLE), le satellite de communication expérimental a été lancé avec succès par Ariane-1, de Kourou, en Guyane française. Cela fut une étape importante dans le programme spatial de l'Inde. Par ailleurs, la technologie de propulsion des fusées fait également partie du soutien de la France au programme spatial indien.
Afin de préserver l'héritage de cette collaboration, l’Institut français en Inde et l'Ambassade de France ont conçu un projet de documentation du partenariat scientifique entre l'Inde et la France  dont l'objectif est de revisiter et de documenter l'histoire commune de la science et de la technologie entre  les deux pays. Ce projet est organisé et dirigé par l’astronome et historien des sciences : Pranav Sharma, primé au niveau national. Pranav Sharma a organisé le premier musée spatial.